# Girli
Girli, pseudonimo di Amelia Toomey (Londra, 6 dicembre 1997), è una cantante e rapper britannica.

## Biografia
Amelia Toomey nasce e cresce a Londra. A otto anni scrive la sua prima canzone, che parla della sua cotta per un suo compagno di scuola. Durante la scuola secondaria è spesso vittima di bullismo, che la porta a sperimentare l'ansia.
Ha fatto coming out come bisessuale all'età di 15 anni, durante un concerto di Tegan and Sara. Successivamente ha cominciato ad identificarsi con il termine pansessuale, sebbene sostenga che non le piaccia etichettarsi, facendolo principalmente su richiesta dei fan. Ha dichiarato di essere femminista, nonché di fare uso di antidepressivi.

## Carriera
Decide di intraprendere una carriera musicale dopo aver assistito ad un concerto di Tegan and Sara. Inizialmente nota come Milly Toomey, entra a far parte della band femminile Ask Martin, realizzando alcune esibizioni in vari pub. Tra il 2014 e il 2016 frequenta il East London Arts & Music College, interessandosi al beatmaking, al rap e alla drum and bass.
Nel 2015 pubblica il suo primo singolo, So You Think You Can Fuck With Me Do Ya?, e firma con l'etichetta PMR Records. I suoi primi EP, Feel OK e Hot Mess, escono nel 2017, ma è il 5 aprile 2019 che pubblica il suo album in studio di debutto, dal titolo Odd One Out. Tuttavia, perde il supporto della sua etichetta, che non la ritiene destinata a fare successo nel mainstream. Su questo tema la cantante fa uscire il singolo Has Been.
Nel 2021 è la volta degli EP Ex Talk e Damsel in Distress, mentre il suo secondo album, Matriarchy, viene reso disponibile il 17 maggio 2024.

## Stile musicale
Girli ha menzionato come fonti di ispirazione artisti come Tove Lo, Tegan and Sara, gli Arctic Monkeys, Lily Allen, M.I.A., gli Scissor Sisters, le Spice Girls, Kyary Pamyu Pamyu, Charli XCX, 070 Shake, Caroline Polachek, Fletcher e Grimes. Temi spesso trattati nelle sue canzoni sono il femminismo, la sessualità, la cultura queer e la salute mentale.

## Discografia

### Album in studio
- 2019 – Odd One Out
- 2024 – Matriarchy

### EP
- 2017 – Feel OK
- 2017 – Hot Mess
- 2021 – Ex Talk
- 2021 – Damsel in Distress
- 2023 – Why Am I like This??